# Eschborn-Francfort 2021
La 58e édition de l'Eschborn-Francfort (Grand Prix de Francfort) a lieu le 19 septembre 2021. La course fait partie du calendrier UCI World Tour 2021 en catégorie 1.UWT.

## Équipes
| WorldTeams (13)- Bora-Hansgrohe - Lotto Soudal - UAE Team Emirates - Bahrain Victorious - Team BikeExchange - Jumbo-Visma - Israel Start-Up Nation - Trek-Segafredo - Team DSM - Intermarché-Wanty-Gobert Matériaux - AG2R Citroën Team - Cofidis - Movistar Team ProTeams (7)- Alpecin-Fenix - Uno-X Pro Cycling Team - Gazprom-RusVelo - B&B Hotels p/b KTM - Arkéa-Samsic - Sport Vlaanderen-Baloise - Bingoal Pauwels Sauces WB |
| |

## Classement final
| \| Classement général \| Classement général \| Classement général \| Classement général \| Classement général \| \| Coureur \| Coureur \| Pays \| Équipe \| Temps \| \| ------------------ \| ------------------- \| ------------------ \| ---------------------------------- \| ------------------ \| \| 1er \| Jasper Philipsen \| Belgique \| Alpecin-Fenix \| 4 h 28 min 03 s \| \| 2e \| John Degenkolb \| Allemagne \| Lotto-Soudal \| + 0 s \| \| 3e \| Alexander Kristoff \| Norvège \| UAE Team Emirates \| + 0 s \| \| 4e \| Andrea Pasqualon \| Italie \| Intermarché-Wanty-Gobert Matériaux \| + 0 s \| \| 5e \| Pascal Ackermann \| Allemagne \| Bora-Hansgrohe \| + 0 s \| \| 6e \| Iván García Cortina \| Espagne \| Movistar Team \| + 0 s \| \| 7e \| Christophe Laporte \| France \| Cofidis \| + 0 s \| \| 8e \| Mike Teunissen \| Pays-Bas \| Jumbo-Visma \| + 0 s \| \| 9e \| Michael Matthews \| Australie \| BikeExchange \| + 0 s \| \| 10e \| Fred Wright \| Royaume-Uni \| Bahrain Victorious \| + 0 s \| |                     |             |                                    |                 |
| |                     |             |                                    |                 |
| Source : ProCyclingStats |                     |             |                                    |                 |
| Classement général |                     |             |                                    |                 |
| Coureur | Coureur             | Pays        | Équipe                             | Temps           |
| 1er | Jasper Philipsen    | Belgique    | Alpecin-Fenix                      | 4 h 28 min 03 s |
| 2e | John Degenkolb      | Allemagne   | Lotto-Soudal                       | + 0 s           |
| 3e | Alexander Kristoff  | Norvège     | UAE Team Emirates                  | + 0 s           |
| 4e | Andrea Pasqualon    | Italie      | Intermarché-Wanty-Gobert Matériaux | + 0 s           |
| 5e | Pascal Ackermann    | Allemagne   | Bora-Hansgrohe                     | + 0 s           |
| 6e | Iván García Cortina | Espagne     | Movistar Team                      | + 0 s           |
| 7e | Christophe Laporte  | France      | Cofidis                            | + 0 s           |
| 8e | Mike Teunissen      | Pays-Bas    | Jumbo-Visma                        | + 0 s           |
| 9e | Michael Matthews    | Australie   | BikeExchange                       | + 0 s           |
| 10e | Fred Wright         | Royaume-Uni | Bahrain Victorious                 | + 0 s           |

### Classements UCI
Le Eschborn-Francfort 2021 attribue le même nombre des points pour l'UCI World Tour 2021 (uniquement pour les coureurs membres d'équipes World Tour) et le Classement mondial UCI (pour tous les coureurs).
| Position           | 1er | 2e  | 3e  | 4e  | 5e  | 6e  | 7e | 8e | 9e | 10e | 11e | 12e | 13e | 14e | 15e à 20e | 21e à 30e | 31e à 50e | 51e à 55e | 56e à 60e |
| Classement général | 300 | 250 | 215 | 175 | 120 | 115 | 95 | 75 | 60 | 50  | 40  | 35  | 30  | 25  | 20        | 12        | 5         | 2         | 1         |

## Liste des participants
| Légende | Légende                                                                    | Légende | Légende                                                    |
| ------- | -------------------------------------------------------------------------- | ------- | ---------------------------------------------------------- |
| Num     | Dossard de départ porté par le coureur sur cet Eschborn-Francfort          | Pos     | Position à l'arrivée de la course                          |
|         | Indique un maillot de champion national ou mondial, suivi de sa spécialité | NP      | Indique un coureur qui n'a pas pris le départ de la course |
| AB      | Indique un coureur qui n'a pas terminé la course                           | HD      | Indique un coureur qui a terminé la course hors des délais |
| DSQ     | Indique un coureur qui a été disqualifié de la course                      |         |                                                            |